# Tifa Lockhart
Tifa Lockhart (japanska: ティファ・ロックハート Hepburn: Tifa Rokkuhāto?) är en rollfigur i datorrollspelet Final Fantasy VII. Tifa driver i början av spelet baren 7th Heaven i sektor 7 i staden Midgar och är medlem i motståndsgruppen AVALANCHE. Tifa är en skicklig kampsportsutövare och använder nävar och ben i strider. Efter att ha erbjudit sin barndomsvän, Cloud Strife, spelets huvudperson, att delta i Avalanches aktiviteter, börjar äventyret för Tifa.

## Framträdanden

### Final Fantasy VII
Tifa kommer från staden Nibelheim, samma stad som Cloud kommer från. Hon växte upp tillsammans med sin far då hennes mor dog när hon var liten. När Nibelheim senare brändes ned av Sephiroth dog även hennes far, som var hennes då enda kvarvarande släkting. Trots sin unga ålder och det faktum att Sephiroth var den mest framstående soldaten inom SOLDIER genom tiderna försökte hon i sin ilska över att ha förlorat sin far hämnas hans död.
Tifa, Cloud och Aerith är genom spelet inbegripna i en ganska komplicerad kärlekstriangel. Det blir inte lättare av att Cloud faktiskt inte vet vem han själv är. Alla tre hamnar i kläm på grund av detta och det genomsyrar Tifas karaktär i spelet. Tifa håller gärna sina känslor för sig själv, men ibland kan man skymta hennes svartsjuka. Då Aerith och Cloud utvecklar en nära relation till varandra kan man märka att hon känner sig utanför. Cloud räddar henne gång på gång, men han minns henne inte riktigt och han minns inte vad han brukade känna. Senare i spelet, efter Aeriths död och när Cloud har blivit sitt riktiga jag, börjar någon slags relation ta form mellan Cloud och Tifa. Vad exakt är svårt att säga då Aeriths död fortfarande påverkar gruppen starkt och Cloud nyss återfunnit sig själv.
Att Tifa erbjöd Cloud att hänga med på Avalanches uppdrag berodde inte enbart på att hon tyckte om honom, utan även på att hon kände på sig att något inte stod rätt till med honom. Han betedde sig inte som den Cloud hon mindes, och han mindes heller inte saker som han i naturliga fall borde minnas. Då bestämde hon sig för att hålla ett öga på honom. Tifa är även den som hjälper Cloud då han får en psykos och en identitetskris. Hon färdas genom hans minnen och hjälper honom att minnas saker som han har glömt bort.

### Final Fantasy VII: Advent Children
Filmen utspelar sig två år efter händelserna i Final Fantasy VII. Tifa, Cloud, Marlene (Barrets dotter) och en pojke, vid namn Denzel (som Cloud hittade utanför Aeriths kyrka) lever tillsammans som en familj. Tifa arbetar som bartender i hennes nyöppnade bar 7th Heaven i staden Edge. Hon och Cloud driver även en leveransservice, som Cloud för det mesta sköter. Men när Cloud mystiskt försvinner ifrågasätter Tifa deras relation med varandra och familjen. Tifa är en väldigt viktig kvinna för Cloud. Hon fungerar som hans bästa stöd i olika situationer och hjälper honom att få modet tillbaka för att återigen rädda världen.

### Final Fantasy VII: Crisis Core
Tifa har en mindre roll i äventyrsspelet Crisis Core. Spelets huvudperson och spelarens rollkaraktär, Zack Fair, möter Tifa när han besöker Nibelheim, Cloud och Tifas gamla hemstad. Tifa skickar meddelanden till Zack under tiden han är där, och berättar att hon drömmer om att bli räddad och frågar efter en blond soldat (Cloud).